# James Ellroy

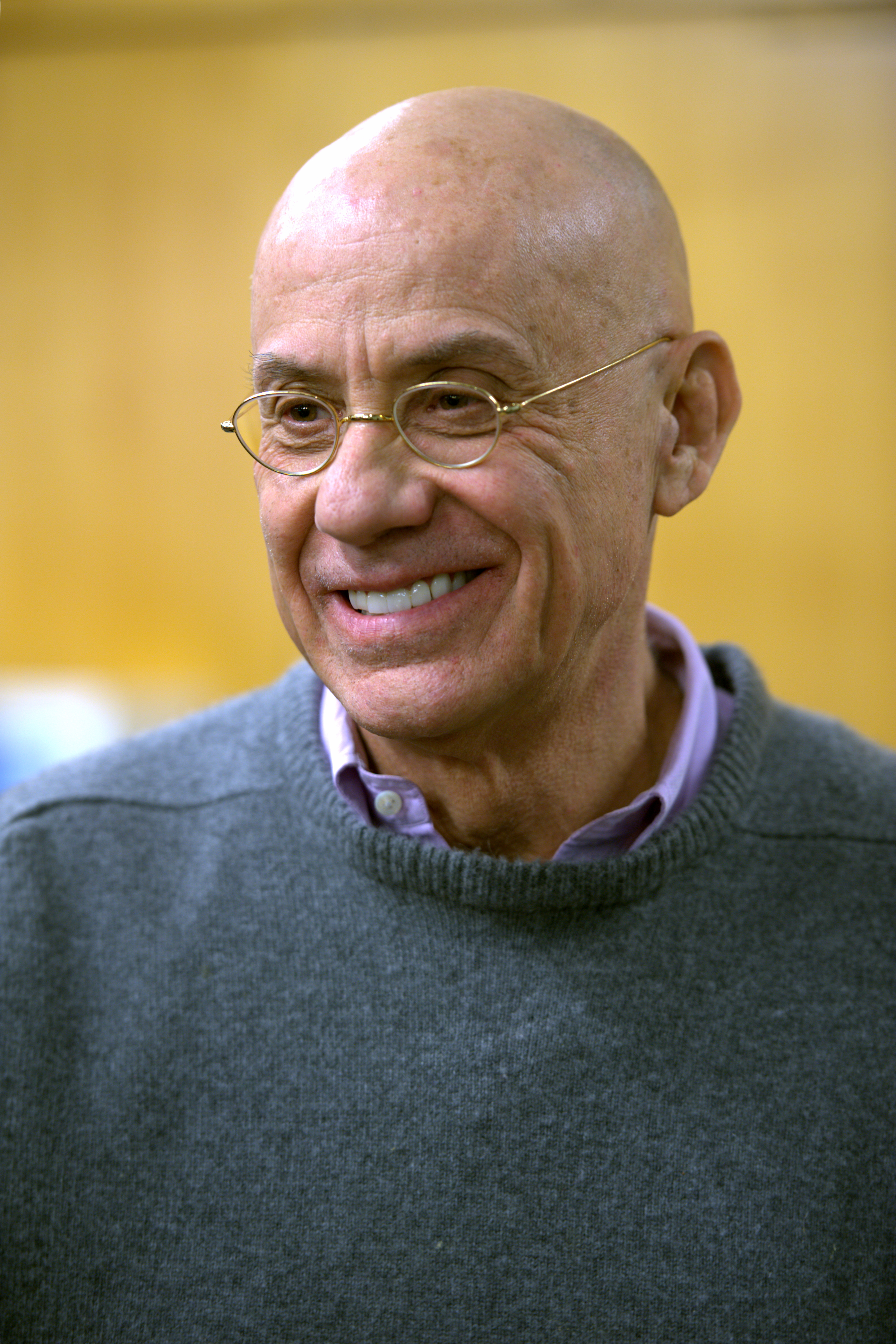
James Ellroy i Toulouse 2011.

Lee Earle "James" Ellroy, född 4 mars 1948 i Los Angeles i Kalifornien, är en amerikansk författare.
Under James Ellroys uppväxt mördades hans ensamstående mor av en fortfarande okänd förövare. Senare fastnade James Ellroy i missbruk, blev hemlös och ägnade sig åt att läsa kriminallitteratur och begå enklare inbrott.
James Ellroy skriver med en mycket karakteristisk "telegramstil", bestående av många korta meningar och meningsfragment. Hans tidigare verk kan sägas vara mer traditionella kriminalromaner, men i och med American Tabloid (En amerikansk myt) kom han att omfatta nationella politiska intriger och en utveckling av sin komplexa samhällssyn.
My Dark Places (Mina mörka vrår) från 1996 är det närmaste en självbiografi han kommit.
James Ellroy ges i Sverige ut av bokförlaget Bra Böcker AB.